# IC 1606
IC 1606 је ознака објекта на координатама са ректансцензијом 0h 58m 22,3s и деклинацијом - 12° 10" 47'. Открио га је Луис Свифт, 14. септембра 1895. Каснијим посматрањима на том положају није уочен никакав астрономски објекат.